# Raymond Cassagnol
Raymond Cassagnol, né le 20 septembre 1920 à Port-au-Prince (Haïti) et mort le 24 juin 2023, est un entrepreneur et un aviateur haïtien, auteur en 2003 d'une autobiographie (Mémoires d'un révolutionnaire) riche en informations sur le contexte historique (politique, économie et société) de la république d'Haïti dans la seconde moitié du XXe siècle.

## Biographie
Né en 1920 à Port-au-Prince dans une famille de la classe moyenne, Raymond Cassagnol bénéficie en 1938-1939 d'une bourse du Ministère de l'Instruction Publique d'Haïti, et séjourne à Bruxelles, où il étudie à l'Institut Saint-Georges à Woluwe-Saint-Pierre. 
Il s'engage en 1942 dans l'armée haïtienne, au sein de laquelle le gouvernement d'Élie Lescot vient de créer le Corps d'Aviation. En 1943, Cassagnol est sélectionné, avec le sous-lieutenant Philippe Celestin et Alix Pasquet, pour une formation de pilote à la base de Tuskegee en Alabama. Dans ses mémoires, Cassagnol décrit avec finesse le climat de ségrégation raciale du Sud des États-Unis à cette époque, tel que peut le ressentir un jeune Haïtien.
Après quelques mois de formation, il obtient son brevet de pilote et sert dans l'aviation de l'armée d'Haïti de 1944 à 1946. 
Il démissionne le 9 août 1946 et se lance dans les affaires. Il obtient son brevet de pilote commercial en 1947 et est engagé comme pilote par la plantation Dauphin, qui cultive du sisal dans la région de Fort-Liberté.
Dans les années 1950, il met sur pied une entreprise de production de bois de construction, basée dans la région du Plateau central (département du Centre). Afin d'assurer des liaisons aisées entre Port-au-Prince et l'unité de production, il achète un Vultee BT-13 Valiant qui met la fabrique à une demi-heure de Port-au-Prince (au lieu de deux ou trois jours par les routes). Les autorisations de vol lui sont accordées par le poste militaire de Cerca-la-Source. Cependant, l'état-major de l'armée à Port-au-Prince est peu favorable à ces survols presque quotidiens et restreint les autorisations de vol. Face aux coûts de maintenance d'un avion cloué au sol, Raymond Cassagnol décide de s'en défaire et le revend au seul client sur place, le Corps d'aviation de l'armée d'Haïti.
Après l'élection de François Duvalier (1957) et jusqu'à la chute de Jean-Claude Duvalier (1986), Cassagnol est régulièrement en contact avec plusieurs groupements d'opposants à la dictature en Haïti.
Le 8 octobre 1962, craignant pour sa vie et la sécurité de sa famille, Raymond Cassagnol, son épouse et leurs cinq enfants, quittent clandestinement Haïti et demandent l'asile politique en République dominicaine . La famille Cassagnol s'installe ensuite aux États-Unis, à Washington.
En mai 1968, Cassagnol prend part à une tentative de coup d'État contre François Duvalier. Le 20 mai, deux avions partis des Bahamas débarquent au Cap-Haïtien 35 hommes, qui contrôlent le terrain d'aviation pendant deux jours. Le bateau qui devait amener des renforts coule avant d'arriver ; les putschistes sont pour la plupart arrêtés ou tués. Cassagnol fait partie des pilotes qui manœuvrent les trois avions utilisés lors de cette tentative.
En 1969, Cassagnol se réinstalle dans les Caraïbes, à San Juan (Porto Rico), puis à Sainte-Croix, où il ouvre une boulangerie. Par la suite, il fonde une boulangerie spécialisée dans les pains et pâtisseries caribéennes à Orlando (Floride), puis déplace son entreprise à Miami, où la clientèle d'origine haïtienne est plus importante.
Raymond Cassagnol a vécu en Floride où il est mort à Oviedo le 24 juin 2023, à l'âge de 102 ans,.

## Hommages
- 2010 : le 6 avril, à Oviedo (Floride), Raymond Cassagnol reçoit la Médaille d'or du Congrès, en tant que Tuskegee Airmen[6].